# Cattedrale della Divina Provvidenza
La cattedrale della Divina Provvidenza (in romeno: Catedrala Romano-Catolică Providența Divină) è un luogo di culto cattolico situato a Chișinău, capitale della Moldavia. È la cattedrale della diocesi di Chișinău.

## Storia
La chiesa in stile neoclassico è stata costruita nel 1836 dall'architetto Avraam Mel'nikov, grazie alle sovvenzioni dello zar Nicola I di Russia. Con l'avvento del potere sovietico nel 1944 tutte le attività parrocchiali sono state nazionalizzate, nel 1963 la chiesa fu chiusa e i fedeli cattolici costretti a riunirsi in una piccola cappella nel cimitero. Nel 1989 l'edificio è stato restituito alla parrocchia. La chiesa è stata dal 1993 la sede dell'Amministrazione Apostolica di Moldova e dal 2001 della diocesi di nuova costituzione di Chişinău. Una serie di opere di restauro ha avuto inizio nella primavera del 2002 per concludersi nel 2004.